# 1948년 중화민국 입법위원 선거
1948년 중화민국 입법위원 선거(1948年 中華民國 立法委員選擧)는 1947년 1월 1일 공포되어 같은 해 12월 25일 시행된 중화민국 헌법에 의거해 처음으로 759명의 입법위원을 선출한 선거였다. 이 선거는 1947년 중화민국 국민대회 대표선거와 함께 중국 역사상 최초의 국회의원 직접선거였다. 1948년 1월 21일과 1월 23일 사이에 치러졌다.

## 선거 결과
1948년 1월 선출된 입법위원들은 5월 8일 난징시 남경 국민대회당(南京 國民大會堂)에서 집회를 갖고, 손과(孫科)와 진립부(陳立夫)를 각각 입법원의 정, 부원장에 선출하고, 5월 18일까지 입법원 1기 제1회기 제1차 회의를 가졌다.
1949년 국공 내전에 의해 중화민국 정부가 타이완으로 옮겨가게 되자(國府遷臺), 759명의 입법위원 당선자 중 380여명 정도가 타이완으로 옮겨갔다. 이들의 임기는 본래 1951년 5월에 끝나게 되어 있었지만, 분단 이후 지배권을 상실한 대륙에서는 선거 실시가 불가능해졌기 때문에 사법원 대법관 회의에서 제31조를 해석한 결과 이들 입법위원들이 계속 그 권한을 행사하는 것을 양해하였다.
1969년에 중화민국 정부는 '증원선거(增員選擧)'라는 것을 시행했다. 이를 통해 대만의 기층 대표가 입법원에 진출할 수 있게 되었다. 이런 증원선거는 매 3년마다 한 번씩 시행되었다.
1948년에 선출된 의원들이 하나둘 세상을 떠나자, 증원선거에서 선출되는 의원들의 수는 점점 늘어, 1969년의 첫 증원선거에서 11명을 선출하던 것이 1989년의 마지막 증원선거에서는 130명을 선출하게 되었다.
1948년에 선출된 입법위원(중에서 생존해 있는 사람들)의 임기는 1991년에야 끝이 났다. 입법위원의 임기가 무려 43년간에 달했던 것이다.

## 같이 보기
- 중화민국 입법원